# Kernkampella kirganeliae
Kernkampella kirganeliae är en svampart som först beskrevs av Mundk. & Thirum., och fick sitt nu gällande namn av G.F. Laundon 1975. Kernkampella kirganeliae ingår i släktet Kernkampella och familjen Raveneliaceae.   Inga underarter finns listade i Catalogue of Life.